# 沖縄の米軍基地

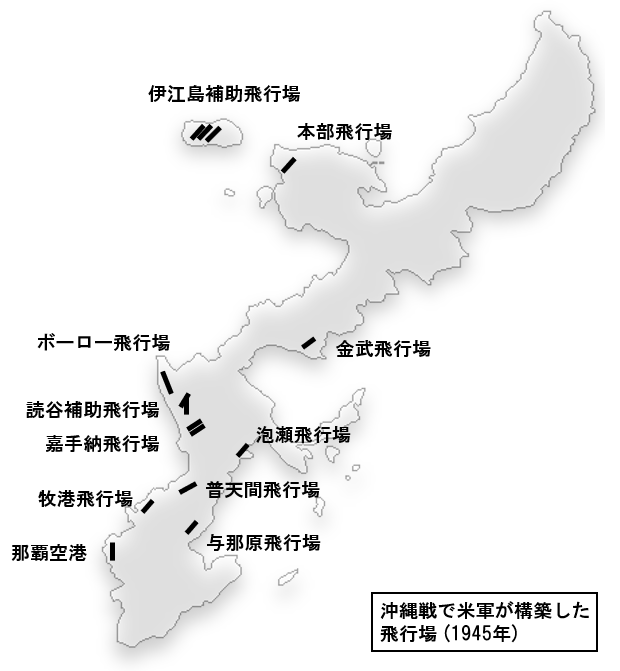

沖縄の米軍基地（おきなわのべいぐんきち）では沖縄県にある在日米軍基地について扱う。
沖縄県には、31の米軍専用施設があり、その総面積は1万8,609ヘクタールを占めている。米軍基地は沖縄県の総面積の約8%、また沖縄本島に限定すれば約15%の面積を占有している。国土面積の約0.6%しかない沖縄県に、全国の米軍専用施設面積の約70.27%が集中している。
また、陸上だけではなく、27の水域と20の空域が訓練区域として米軍管理下に置かれ、漁業の制限や航空経路の制限がある。水域が約54,938km2で九州の約1.3倍、空域が約95,416km2で北海道の約1.1倍の広大なものとなっている。

## 米軍基地の形成
1945年3月26日、沖縄戦で米軍が慶良間諸島に上陸して以降、米軍は前線で日本軍と激しく戦いながら、後方では日本の本土攻撃の拠点となるべく膨大な物量で着実に基地建設を進めていった。4人に1人の県民の命が奪われた沖縄戦では、生き残った県民は次々と民間人収容所に送られ隔離されていた。

### 1. 旧日本軍が強制接収した土地を米軍が接収した土地

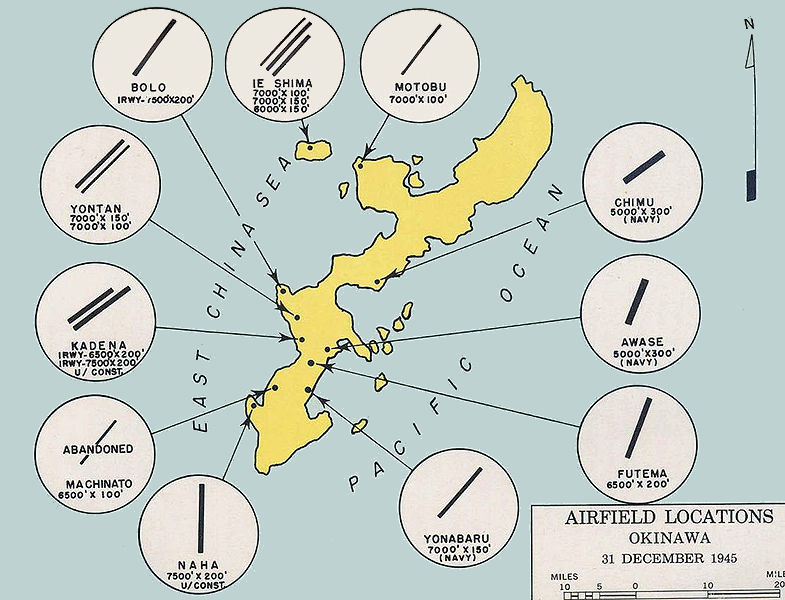
第二次世界大戦中に米軍が建設した飛行場

旧日本軍が土地を接収し敷設した沖縄の旧日本軍基地を米軍が接収、造成・拡大したものに由来する。上陸の当日4月1日、たちまちに接収された中飛行場(嘉手納基地)や北飛行場(読谷補助飛行場)。また、米軍は伊江島の戦いで当時「東洋一」と呼ばれた伊江島補助飛行場を確保、半数の島民の命が犠牲となった。

### 2. 沖縄戦下と占領下で米軍が接収した土地
沖縄戦のただ中、もしくは終戦後、米軍は住民を収容所に強制隔離しながら土地を接収し基地建設を開始。1945年6月15日に造成に着手した普天間飛行場などがこれにあたる。故郷のすがたは消え、「瓦一つも落ちていないほど敷きならされ」、広大な基地が造成された。

### 3. 戦後の米軍統治下で米軍が強制的に接収した土地
1953年、米軍は必要とすれば地主の同意なしに土地を接収できるとする布令109号「土地収用令」を公布し、真和志村銘刈・具志、宜野湾村伊佐浜、伊江村真謝など、一連の強制的な土地接収を開始した。いわゆる「銃剣とブルドーザー」といわれる強制接収の中で、人々は再びさらなる土地を奪われ、ボリビアやブラジルなどへの海外移住を余儀なくされるものも多かった。

### 4. 日本政府による埋め立て
2018年12月14日、日本政府は普天間飛行場代替施設 (FRF) として海兵隊基地キャンプ・シュワブ沖、名護市辺野古の大浦湾埋め立て土砂の投入を開始した。翌年、2019年2月24日、埋め立ての賛否を問う県民投票では埋め立てに反対が72.2%を占め、賛成は19%という結果ではあったが、、普天間飛行場早期返還を目指して工事を継続している。

## 沖縄の米軍基地の特徴
国土面積約0.6%の沖縄県に、全国の米軍専用施設面積の約70.27%が集中している。
| 所在     | 『専用施設』 | 『専用施設』                    | 『専用施設』                      | 共同使用施設を含む『米軍施設』 | 共同使用施設を含む『米軍施設』  | 共同使用施設を含む『米軍施設』    |
| 所在     | 面積(km2)    | 全国の『専用施設』 に占める割合 | 都道府県面積（国土） に対する割合 | 面積(km2)                      | 全国の『米軍施設』 に占める割合 | 都道府県面積（国土） に対する割合 |
| -------- | ------------ | ------------------------------- | --------------------------------- | ------------------------------ | ------------------------------- | --------------------------------- |
| 沖縄     | 184.944      | 70.27%                          | 8.11%                             | 187.082                        | 19.09%                          | 8.23%                             |
| 沖縄以外 | 78.231       | 29.73%                          | 0.02%                             | 793.320                        | 80.90%                          | 0.21%                             |
| 全国     | 263.176      | 100%                            | 0.07%                             | 980.402                        | 100%                            | 0.21%                             |

- 本土の米軍施設や区域は戦前の旧日本軍の基地をそのまま使用している場合が多く、その土地の約87%が国有地だが、沖縄県では米軍が民間地を強制接収してきた歴史があるため、約23%が国有地、残り約77%が県市町村有地か民有地であり、民有地はそのうち4割を占める[15]。
- 本土の米軍人の58.6%を空軍が占めているが、沖縄では駐留する米兵の59.5%が海兵隊である[16]。

## 沖縄の米軍基地

### 沖縄戦で米軍が建設した飛行場
1945年4月1日に日本陸軍北飛行場(読谷)と中飛行場(嘉手納)を目指し上陸した米軍は、その日のうちに自壊されていたこれら二つの飛行場の修復にとりかかる。その後も戦闘を続けながら後方では次々と本土攻撃のための飛行場を建設し、1945年12月までには以下の11の飛行場と、ハンビー飛行場やビーズリー飛行場といった小飛行場を20あまり建設した。
|    | 日本軍の飛行場 | 米軍の飛行場                | 現在                        |
| -- | -------------- | --------------------------- | --------------------------- |
| 1  | 伊江島飛行場   | 伊江島飛行場                | 伊江島補助飛行場            |
| 2  |                | 本部飛行場                  | 1971年返還                  |
| 3  |                | 金武飛行場                  | キャンプ・ハンセン          |
| 4  |                | ボーロー飛行場              | 瀬名波通信施設              |
| 5  | 陸軍北飛行場   | 読谷飛行場                  | 読谷補助飛行場              |
| 6  | 陸軍中飛行場   | 嘉手納飛行場                | 嘉手納飛行場                |
| 7  |                | 泡瀬飛行場                  | 泡瀬通信施設                |
| 8  |                | 普天間飛行場                | 普天間飛行場                |
| 9  | 陸軍南飛行場   | 牧港飛行場                  | 牧港補給地区                |
| 10 | 陸軍東飛行場   | 与那原飛行場                | 1959年返還                  |
| 11 | 海軍小禄飛行場 | 那覇空港 (那覇海軍航空施設) | 空自那覇基地 陸自那覇駐屯地 |

米軍が建設したカブ飛行場 (小飛行場)
米軍は1945年の沖縄戦当時、沖縄に20ものカブ飛行場を建設した。

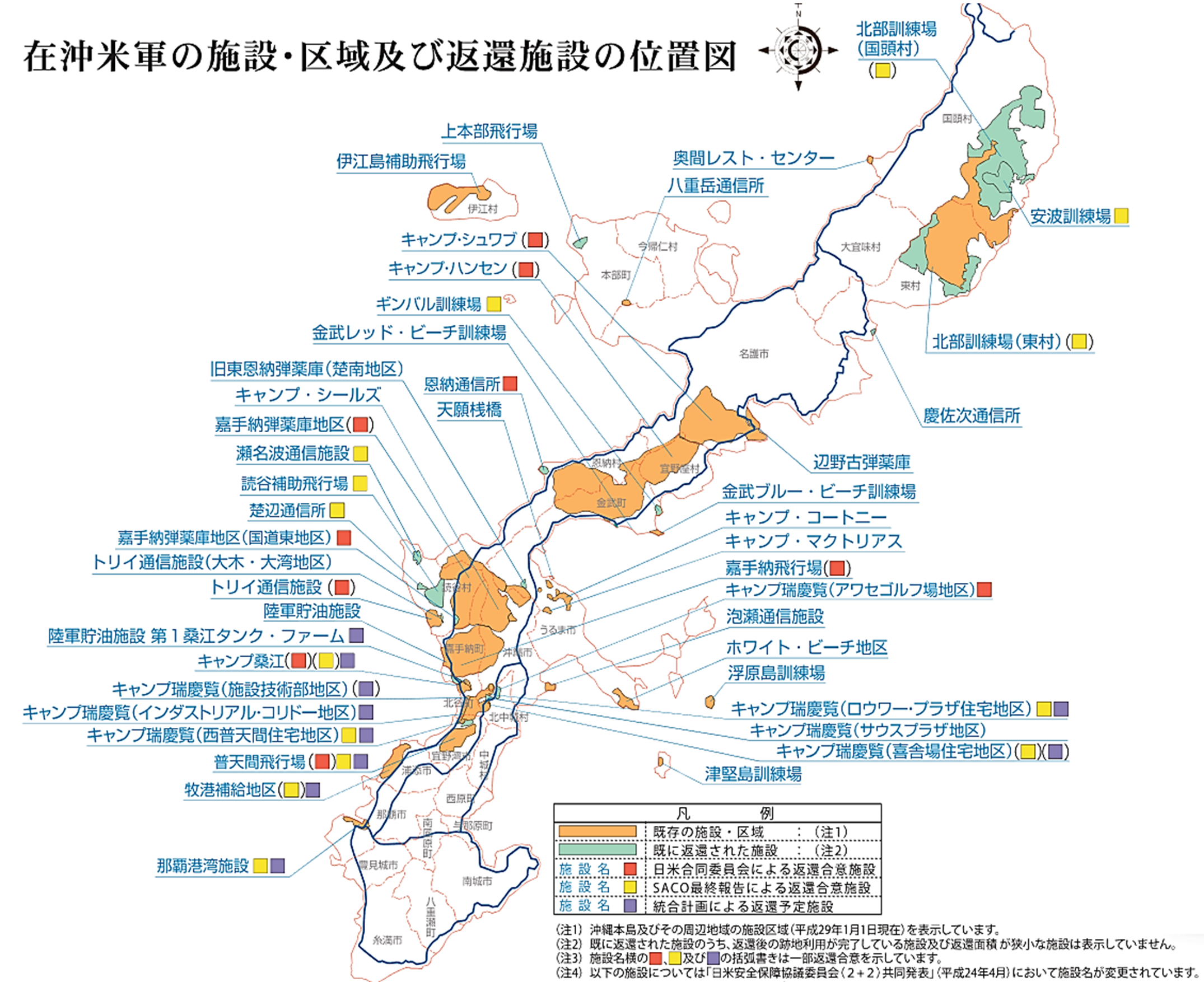
在沖米軍の施設・区域 (2017)

#6 瑞慶覧小飛行場
|   | 米軍が建設した小飛行場            | 現在 |
| - | --------------------------------- | ---- |
| 1 | ビーズリー飛行場 (本部補助飛行場) |      |
| 2 | ハンビー飛行場 (キャンプ瑞慶覧)   |      |
| 3 | 瑞慶覧飛行場 (キャンプ瑞慶覧)     |      |
| 4 | 奥間飛行場 (奥間レストセンター)   |      |
| 5 | 福地飛行場 (糸満市)               |      |
| 6 | 宮里飛行場 (名護市)               |      |

戦後に米軍が建設した小飛行場
- ハンビー飛行場 (キャンプ瑞慶覧)

### 現在の沖縄の米軍基地

#### アメリカ海兵隊

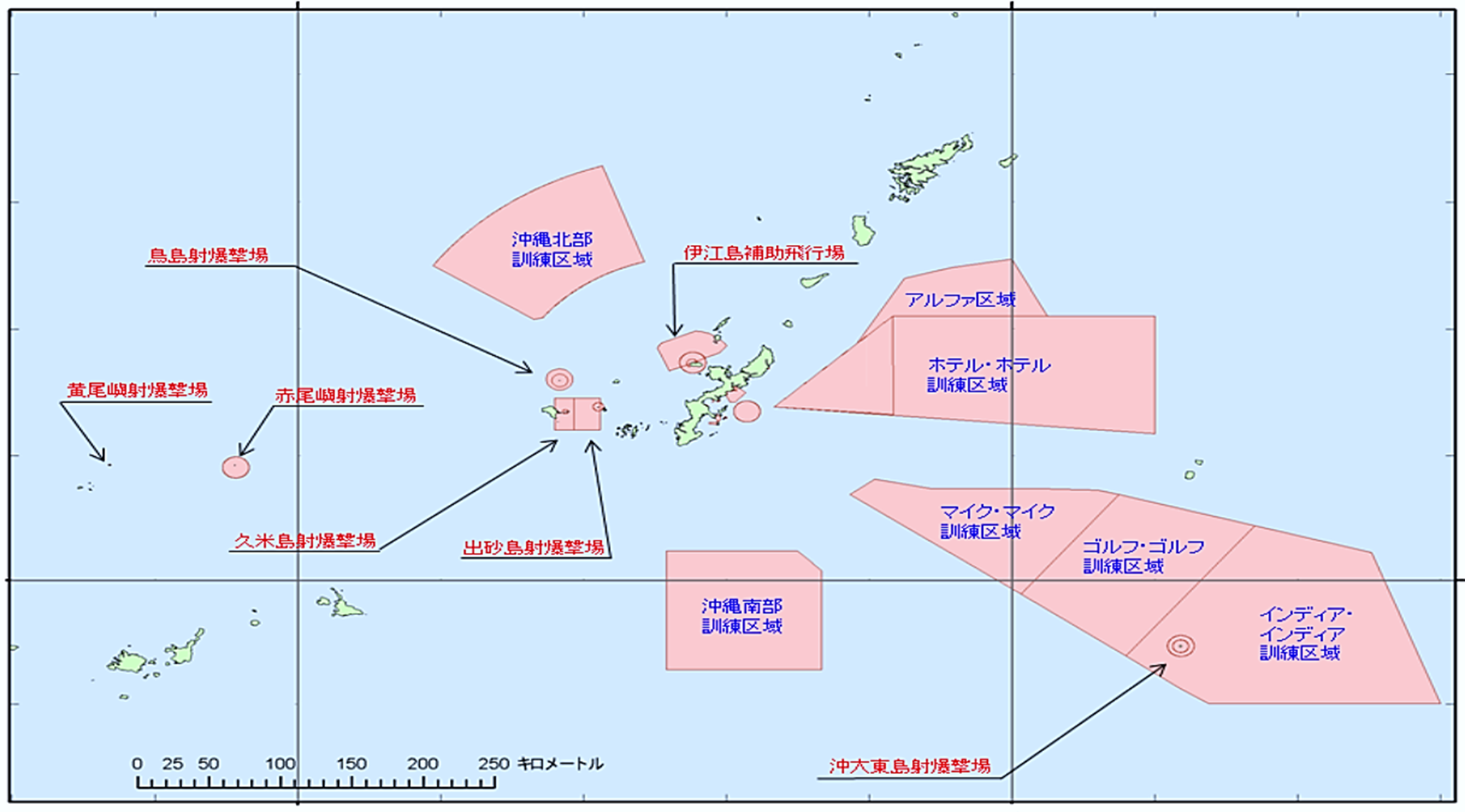
沖縄県の米軍訓練水域 その一

在日米海兵隊には、遠征部隊である第3海兵遠征軍（3rd Marine Expeditionary Force, 3MEF）と、基地部隊である在日米海兵隊基地部隊（Marine Corps Bases Japan, MCBJ）があり、前者はうるま市のキャンプ・コートニー、後者はキャンプ・フォスターに司令部を持ち、組織図上では別個の組織となっているが、同じ司令官の下で統制されている。その海兵隊司令官を務める海兵隊中将は、沖縄に駐留する4軍すべての代表である在沖米四軍調整官（Okinawa Area Coordinator, OAC）も兼務している。 なお、キャンプ・バトラーは在沖海兵隊の統括組織を表す名称であり、具体的な場所を表しているのではない。

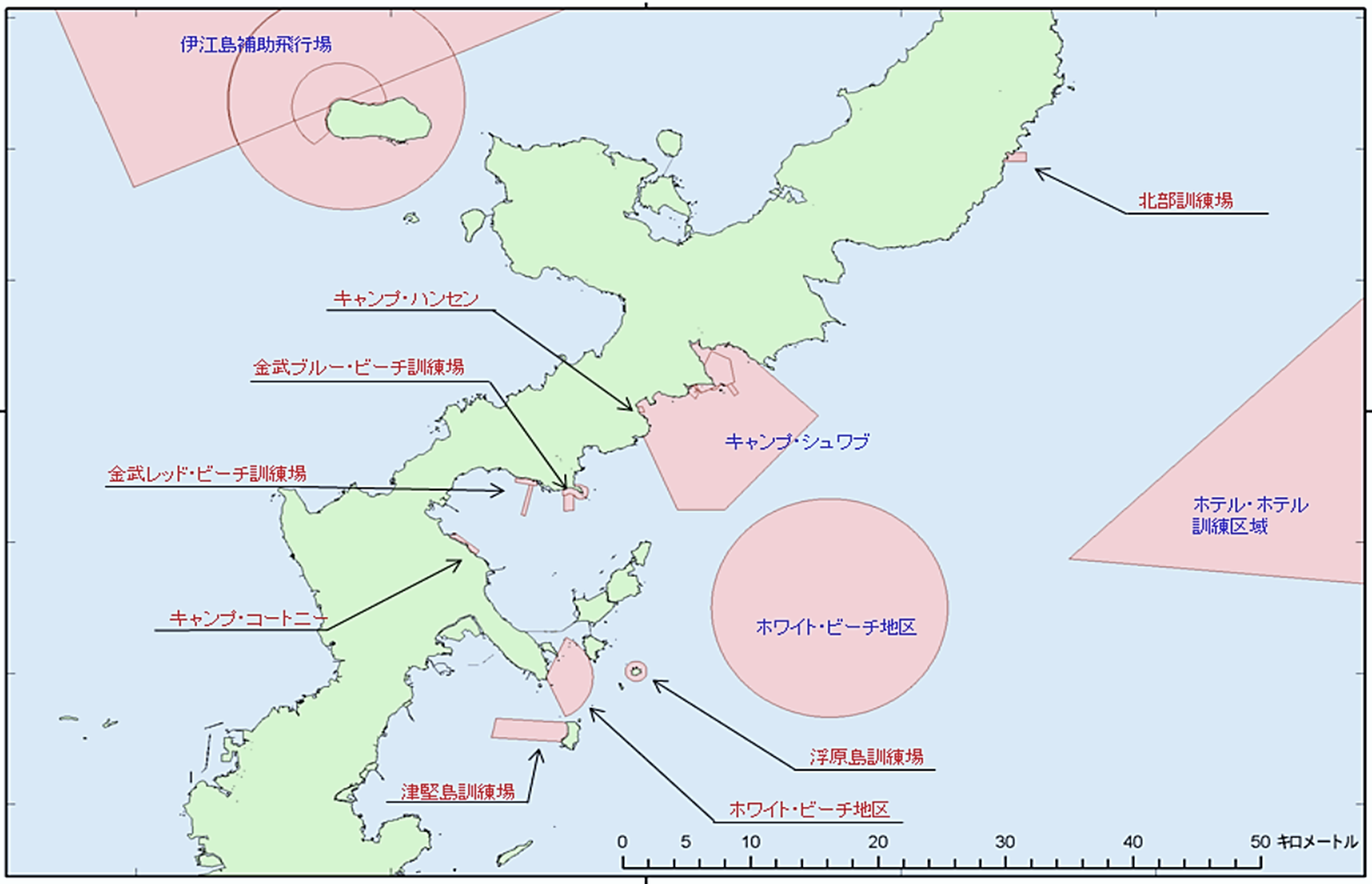
沖縄県の米軍訓練水域 その二

1. 北部訓練場
2. 伊江島補助飛行場
3. キャンプ・シュワブ
4. 辺野古弾薬庫
5. キャンプ・ハンセン
6. 金武レッド・ビーチ訓練場
7. 金武ブルー・ビーチ訓練場
8. キャンプ・コートニー
9. キャンプ・マクトリアス
10. キャンプ桑江 (キャンプ・レスター)
11. キャンプ瑞慶覧 (キャンプ・フォスター)
12. 普天間飛行場
13. 牧港補給地区 (キャンプ・キンザー)
14. 津堅島訓練場
15. 浮原島訓練場

#### アメリカ空軍
1. 奥間レスト・センター
2. 八重岳通信所
3. 嘉手納弾薬庫地区
4. 嘉手納飛行場
5. 鳥島射爆撃場
6. 出砂島射爆撃場
7. 久米島射爆撃場

#### アメリカ海軍
1. 天願桟橋
2. キャンプ・シールズ
3. 泡瀬通信施設 (泡瀬飛行場)
4. ホワイト・ビーチ地区
5. 黄尾嶼射爆撃場
6. 赤尾嶼射爆撃場
7. 沖大東島射爆撃場

#### アメリカ陸軍
1. トリイ通信施設
2. 那覇港湾施設
3. 陸軍貯油施設

#### 空域と海域
1. 沖縄県の米軍訓練空域
2. 沖縄県の米軍訓練水域

## 沖縄県の米軍基地一覧表
1972年の日本復帰前において、沖縄県における米軍基地は、全県土の14.8% (約353km) 、また沖縄島に関していえば、面積の1/4以上、27.2%が米軍基地であった。

### 沖縄返還協定と了解覚書
1971年6月17日に沖縄返還協定が調印され、1972年5月15日に発効、それにより沖縄の施政権が米軍から日本に移った。沖縄返還協定が調印された1971年の同日、了解覚書が締結され、沖縄の米軍基地に関して、A表対象 (返還されず引き続き米国に提供される基地）88か所、B表対象 (米軍から自衛隊あるいは運輸省に移管される予定の基地) 12か所、C表対象 (自衛隊への移管を含め、復帰時までに全部又は一部が返還される基地) 34か所がリスト化された。
返還協定締結時において沖縄県の面積2,281km2のうち、米軍基地の総面積は約353km2、そのうちの294km2がそのまま米軍基地として残され、返還予定の面積は約50km2となっている。また、この返還予定面積のうち、C表で自衛隊に移管される1.489km2、またB表の1.877km2を合計した3.366km2の地所が、沖縄返還時に米軍から自衛隊にそのまま移行したことになる。

### A表
了解覚書A表は、沖縄の復帰の日から改めて日本政府が米軍に提供する、つまり返還されず引き続き軍用地として継続使用される米軍基地のリストである。 
この元リストのうち7カ所 (安波訓練場、川田訓練場、瀬嵩訓練場、久志訓練場、屋嘉訓練場、浮原島訓練場、前島訓練場) は本来は一時使用訓練場であったものを基地として記載したものであり、そのうち地元が米軍に対して一時使用を拒否している二か所 (川田訓練場、瀬嵩訓練場) が、また地元や土地所有者との間に十分な話し合いがないまま記載された一カ所 (前島訓練場) が含まれている。そのため、この3施設について、1972年5月15日の沖縄返還の前までに「返還」し、A表から川田、瀬高、前島を除き、那覇海軍航空施設と伊波城観光ホテルの2施設を追加した87施設とした。しかしながら伊波城観光ホテルも軍用地ではなく、民間のリゾートホテルを海兵隊が独身幹部宿舎などのためにリース契約しただけのもので、これを恒久的基地として新規に日本が米軍に提供することに対し、地元で大きな反対運動がおこり、1979年に返還された。 
| FAC     | 新名称                   | 旧名称                                   | 備考                                     |
| FAC6001 | 北部訓練場               | 北部訓練場                               |                                          |
| FAC6102 | 安波訓練場               | 安波訓練場                               | 地位協定第2条4 (b)の使用                 |
| 3       | (川田訓練場※)            | 川田訓練場                               | 地位協定第2条4 (b)の使用                 |
| FAC6004 | 奥間レスト・センター     | 奥間レスト・センター                     |                                          |
| FAC6005 | 伊江島補助飛行場         | 伊江島補助飛行場                         |                                          |
| FAC6006 | 八重岳通信所             | 八重岳通信所                             |                                          |
| FAC6007 | 慶佐次通信所             | 慶佐次ロランA・C送信                     |                                          |
| 8       | (瀬嵩訓練場※)            | 瀬嵩第1訓練場                            | 地位協定第2条4 (b)の使用                 |
| FAC6009 | キャンプ・シュワブ       | キャンプ・シュワブ                       |                                          |
| FAC6009 | キャンプ・シュワブ       | キャンプ・シュワブ訓練場                 |                                          |
| FAC6009 | キャンプ・シュワブ       | キャンプ・シュワブLST繋留施設            | C表参照                                  |
| FAC6010 | 辺野古弾薬庫             | 辺野古弾薬庫                             |                                          |
| FAC6010 | 辺野古弾薬庫             | 辺野古海軍弾薬庫                         |                                          |
| FAC6011 | キャンプ・ハンセン       | キャンプ・ハンセン                       |                                          |
| FAC6011 | キャンプ・ハンセン       | キャンプ・ハンセン訓練場                 | C表参照                                  |
| FAC6112 | 久志訓練場               | 久志訓練場                               | 地位協定第2条4 (b)の使用                 |
| FAC6013 | 恩納通信所               | 恩納ポイント通信所                       |                                          |
| FAC6014 | キャンプ・ハーディー     | キャンプ・H・F・ハー ディ                |                                          |
| FAC6215 | 恩納サイト               | 恩納ポイント陸軍補助施                   | メース B表: 空自恩納分屯基地             |
| FAC6116 | 屋嘉訓練場               | 屋嘉訓練場                               | 地位協定第2条4 (b)の使用                 |
| FAC6017 | ギンバル訓練場           | ギンバル訓練場                           |                                          |
| FAC6017 | ギンバル訓練場           | 嘉手納第3サイト                          | メース                                   |
| FAC6018 | 屋嘉レスト・センター     | 屋嘉レスト・センター                     |                                          |
| FAC6019 | 金武レッド・ビーチ訓練場 | 金武レッド・ビーチ訓練場                 |                                          |
| FAC6020 | 金武ブルー・ビーチ訓練場 | 金武ブルー・ビーチ訓練場                 |                                          |
| FAC6021 | ボロー・ポイント射撃場   | ボロー・ポイント射撃場                   |                                          |
| FAC6021 | ボロー・ポイント射撃場   | 嘉手納第一サイト                         | メース                                   |
| FAC6021 | ボロー・ポイント射撃場   | ボロー・ポイント陸軍補助施設             |                                          |
| FAC6021 | ボロー・ポイント射撃場   | 読谷第一陸軍補助施設                     |                                          |
| FAC6022 | 嘉手納弾薬庫地区         | 嘉手納弾薬庫                             |                                          |
| FAC6022 | 嘉手納弾薬庫地区         | 比謝川サイト                             |                                          |
| FAC6022 | 嘉手納弾薬庫地区         | 波平弾薬庫                               |                                          |
| FAC6022 | 嘉手納弾薬庫地区         | 読谷合同廃弾処理場                       |                                          |
| FAC6022 | 嘉手納弾薬庫地区         | 陸軍混成サーヴィス群弾薬庫               |                                          |
| FAC6022 | 嘉手納弾薬庫地区         | 知花弾薬庫                               | レッドハット作戦                         |
| FAC6022 | 嘉手納弾薬庫地区         | 嘉手納ヴォルタック施設                   |                                          |
| FAC6022 | 嘉手納弾薬庫地区         | 嘉手納タカン施設                         |                                          |
| FAC6022 | 嘉手納弾薬庫地区         | 東恩納弾薬庫                             | C表参照                                  |
| FAC6023 | 知花サイト               | 知花陸軍補助施設                         | ホーク B表: 陸自白川分屯地               |
| FAC6023 | 知花サイト               | 喜名無線中継所                           | ホーク B表: 陸自白川分屯地               |
| FAC6024 | 石川陸軍補助施設         | 石川陸軍補助施設                         | ナイキ                                   |
| FAC6025 | 読谷陸軍補助施設         | 読谷第2陸軍補助施設                      | ホーク                                   |
| FAC6026 | 楚辺通信所               | 楚辺海軍通信補助施設                     |                                          |
| FAC6026 | 楚辺通信所               | 楚辺方向探知東サイト                     |                                          |
| FAC6027 | 読谷補助飛行場           | 読谷補助飛行場                           |                                          |
| FAC6027 | 読谷補助飛行場           | 中野サイト                               |                                          |
| FAC6028 | 天願桟橋                 | 天願桟橋                                 |                                          |
| FAC6029 | キャンプ・コートニー     | キャンプ・コートニー                     | C表参照                                  |
| FAC6030 | 天願通信所               | 天願通信所                               |                                          |
| FAC6031 | キャンプ・マクトリアス   | キャンプ・マクトリアス                   |                                          |
| FAC6032 | キャンプ・シールズ       | キャンプ・シールズ                       | C表参照                                  |
| FAC6033 | キャンプ・ヘーグ         | キャンプ・ヘーグ                         | C表参照                                  |
| FAC6034 | 平良川通信所             | 平良川通信所                             |                                          |
| FAC6035 | 波平陸軍補助施設         | 波平サイト                               |                                          |
| FAC6036 | トリイ通信施設           | 楚辺トリイ・ステーション                 |                                          |
| FAC6036 | トリイ通信施設           | 楚辺戦略通信所                           |                                          |
| FAC6037 | 嘉手納飛行場             | 嘉手納飛行場                             |                                          |
| FAC6037 | 嘉手納飛行場             | キャンプ・サンソネ                       |                                          |
| FAC6037 | 嘉手納飛行場             | 陸軍住宅地区                             |                                          |
| FAC6038 | 嘉手納住宅地区           | 嘉手納住宅地区                           |                                          |
| FAC6039 | 砂辺倉庫                 | 砂辺倉庫 空軍家具修理所                  |                                          |
| FAC6040 | 砂辺陸軍補助施設         | 砂辺サイト                               |                                          |
| FAC6041 | カシジ陸軍補助施設       | カシジ・サイト                           |                                          |
| FAC6042 | コザ通信所               | コザ無線中継所                           |                                          |
| FAC6043 | キャンプ桑江             | キャンプ桑江                             |                                          |
| FAC6044 | キャンプ瑞慶覧           | キャンプ瑞慶覧                           |                                          |
| FAC6044 | キャンプ瑞慶覧           | キャンプ・フォスター                     |                                          |
| FAC6045 | 瑞慶覧通信所             | 瑞慶覧通信所 (瑞慶覧C地区)               |                                          |
| FAC6046 | 泡瀬通信施設             | 泡瀬通信補助施設                         |                                          |
| FAC6046 | 泡瀬通信施設             | 泡瀬海軍航空隊通信所                     |                                          |
| FAC6047 | 西原陸軍補助施設         | 西原第1陸軍補助施設                      |                                          |
| FAC6048 | ホワイト・ビーチ地区     | 西原第2陸軍補助施設                      | B表: 陸自勝連分屯地                      |
| FAC6048 | ホワイト・ビーチ地区     | ホワイト・ビーチ港海軍施設               | C表: 海自沖縄基地隊                      |
| FAC6048 | ホワイト・ビーチ地区     | 勝連半島地区                             |                                          |
| FAC6048 | ホワイト・ビーチ地区     | ホワイト・ビーチ貯油施設                 |                                          |
| FAC6048 | ホワイト・ビーチ地区     | 嘉手納第2サイト                          | メース                                   |
| FAC6049 | 泡瀬倉庫地区             | 泡瀬弾薬庫                               |                                          |
| FAC6050 | 久場崎学校地区           | キャンプ久場崎                           | C表参照                                  |
| FAC6051 | 普天間飛行場             | 普天間海兵隊飛行場                       |                                          |
| FAC6051 | 普天間飛行場             | 普天間陸軍補助施設                       |                                          |
| FAC6051 | 普天間飛行場             | 普天間海兵隊飛行場通信所                 |                                          |
| FAC6052 | キャンプ・マーシー       | キャンプ・マーシー (牧港H地区)           |                                          |
| FAC6053 | キャンプ・ブーン         | キャンプ・ブーン (牧港J地区)             |                                          |
| FAC6054 | 牧港倉庫                 | 沖縄リージョナル・エクスチェンジ倉庫     | 沖縄リージョナル・エクスチェンジ倉庫     |
| FAC6055 | 牧港サーヴィス事務所     | ポスト・サーヴィス・オフィス             |                                          |
| FAC6056 | 牧港補給地区             | 牧港補給地区                             |                                          |
| FAC6057 | 牧港補給地区補助施設     | 第7心理作戦部隊倉庫                      |                                          |
| FAC6057 | 牧港補給地区補助施設     | 牧港海軍倉庫                             |                                          |
| FAC6058 | 牧港調達事務所           | 調達事務所                               |                                          |
| FAC6059 | 浦添倉庫                 | 陸軍戦略通信部倉庫                       |                                          |
| FAC6060 | 工兵隊事務所             | 西太平洋工兵隊事務所                     |                                          |
| FAC6061 | 牧港住宅地区             | 牧港・那覇住宅地区 (那覇H地区)           | B表参照                                  |
| FAC6062 | 那覇冷凍倉庫             | 沖縄リージョナル・エクスチェンジ冷凍倉庫 | 沖縄リージョナル・エクスチェンジ冷凍倉庫 |
| FAC6063 | ハーハービュー・クラブ   | ハーハーヴュー・クラブ                   |                                          |
| FAC6064 | 那覇港湾施設             | 那覇軍港                                 |                                          |
| FAC6065 | 那覇サーヴィス・センター | 那覇サーヴィス・センター                 |                                          |
| FAC6066 | 那覇空軍・海軍補助施設   | 那覇空軍・海軍補助施設                   | C表参照                                  |
| FAC6267 | 那覇サイト               | 那覇陸軍補助施設                         | B表: 空自那覇基地                        |
| FAC6268 | 知念第1サイト            | 知念第1陸軍補助施設                      | B表: 陸自知念分屯地                      |
| FAC6269 | 知念第2サイト            | 知念第2陸軍補助施設                      | B表: 空自知念分屯基地                    |
| FAC6070 | 新里通信所               | 新里通信所                               |                                          |
| FAC6071 | 知念補給地区             | 陸軍混成サーヴィス群地区                 |                                          |
| FAC6272 | 与座岳航空通信施設       | 与座岳航空通信施設                       | B表: 空自与座岳分屯基地 C表              |
| FAC6273 | 与座岳サイト             | 与座岳第1陸軍補助施設                    | B表: 陸自南与座分屯地                    |
| FAC6074 | 与座岳陸軍補助施設       | 与座岳第2陸軍補助施設                    | B表: 陸自八重瀬分屯地                    |
| FAC6075 | 南部弾薬庫               | 南部弾薬庫                               |                                          |
| FAC6076 | 陸軍貯油施設             | 金武第1タンク・ファーム                  |                                          |
| FAC6076 | 陸軍貯油施設             | 金武第2タンク・ファーム                  |                                          |
| FAC6076 | 陸軍貯油施設             | 金武第3タンク・ファーム                  |                                          |
| FAC6076 | 陸軍貯油施設             | 天願ブースター・ステーション             |                                          |
| FAC6076 | 陸軍貯油施設             | 桑江第1タンク・ファーム                  |                                          |
| FAC6076 | 陸軍貯油施設             | 桑江第2タンク・ファーム                  |                                          |
| FAC6076 | 陸軍貯油施設             | 桑江ブースター・ステーション             |                                          |
| FAC6077 | 鳥島射爆撃場             | 琉球射爆撃場                             |                                          |
| FAC6078 | 出砂島射爆撃場           | 出砂島射爆撃場                           |                                          |
| FAC6279 | 久米島航空通信施設       | 久米島航空通信施設                       | B&C表参照                                |
| FAC6080 | 久米島射爆撃場           | 久米島射爆撃場                           |                                          |
| FAC6181 | 浮原島訓練場             | 浮原訓練場                               | 地位協定第2条4 (b)                       |
| FAC6082 | 津堅島訓練場             | 津堅島訓練場                             |                                          |
| FAC6083 | (前島訓練場 ※)           | 前島訓練場                               | 地位協定第2条4 (b)                       |
| FAC6084 | 黄尾嶼射爆撃場           | 黄尾嶼射爆撃場                           |                                          |
| FAC6085 | 赤尾嶼射爆撃場           | 赤尾嶼射爆撃場                           |                                          |
| FAC6286 | 宮古島ヴォルタック施設   | 宮古島ヴォルタック施設                   | B表: 運輸省 航空通信施設                 |
| FAC6287 | 宮古島航空通信施設       | 宮古島航空通信施設                       |                                          |
| FAC6287 | 宮古島航空通信施設       | 宮古島NDB施設                            | B表 C表参照                              |
| FAC6088 | 沖大東島射爆撃場         | 沖大東島射爆撃場                         |                                          |
| FAC6089 | 那覇海軍航空施設         |                                          | 那覇空港                                 |
| FAC6090 | 伊波城観光ホテル         |                                          |                                          |

上記のリストにない米軍基地。
| - | 与那原飛行場 | 1959年返還 |
|   | VOA通信所    | 1978年返還 |

### B表
1972年の沖縄返還に際し、米軍より返還され、そのまま自衛隊基地や運輸省施設に移管された基地。
|         | 名称                   | 自衛隊に移行された区域          | 備考                           |
| FAC6215 | 恩納サイト             | 恩納ポイント陸軍補助施          | 空自恩納分屯基地に引き継ぎ     |
| FAC6023 | 知花サイト             | 知花陸軍補助施設                | 陸自白川分屯地                 |
| FAC6048 | ホワイト・ビーチ地区   | 西原第2陸軍補助施設             | 陸自勝連分屯地                 |
| FAC6267 | 那覇サイト             | 那覇陸軍補助施設                | 空自那覇基地                   |
| FAC6268 | 知念第1サイト          | 知念第1陸軍補助施設             | 陸自知念分屯地                 |
| FAC6269 | 知念第2サイト          | 知念第2陸軍補助施設             | 空自知念分屯基地               |
| FAC6272 | 与座岳航空通信施設     | 与座岳航空通信施設              | 空自与座岳分屯基地 C表         |
| FAC6273 | 与座岳サイト           | 与座岳第1陸軍補助施設           | 陸自南与座分屯地               |
| FAC6074 | 与座岳陸軍補助施設     | 与座岳第2陸軍補助施設 (サイトA) | 陸自那覇駐屯地八重瀬分屯地     |
| FAC6279 | 久米島航空通信施設     | 久米島航空通信施設              | 空自那覇基地久米島分屯基地 C表 |
| FAC6286 | 宮古島ヴォルタック施設 | 宮古島ヴォルタック施設          | 運輸省 航空通信施設            |
| FAC6287 | 宮古島航空通信施設     | 宮古島航空通信施設              | 空自那覇基地宮古島分屯地       |
| FAC6287 | 宮古島航空通信施設     | 宮古島NDB施設                   | 運輸省                         |

### C表
沖縄の復帰の際に、その全部または一部が使用を解除し返還されるもの。そのうちで、全部または一部が自衛隊に移管されたものを太字で記す。

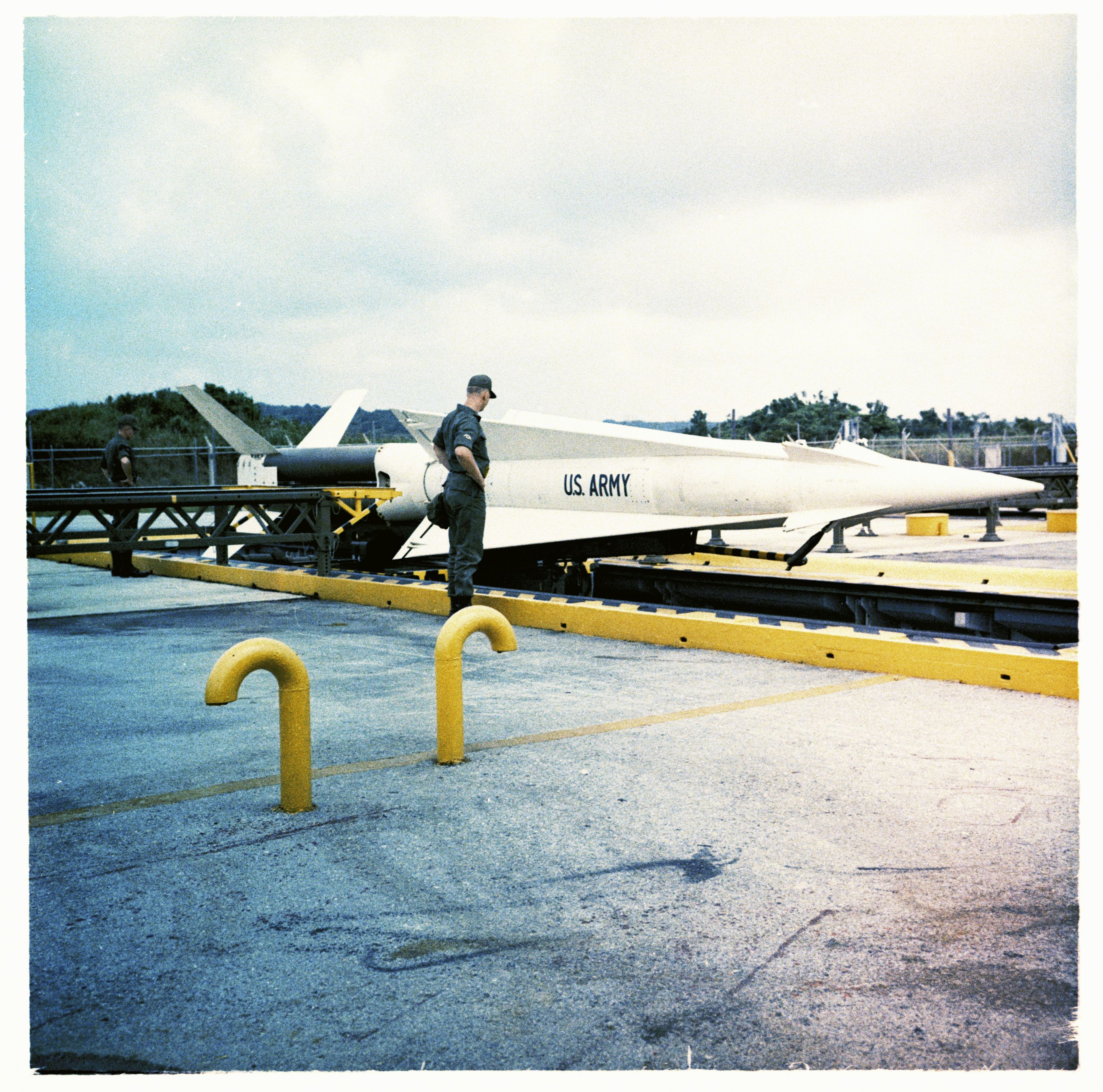
沖縄に配備されていたナイキ・ミサイル (1967年) 米公文書館

| C-1  | 那覇空港                                                                 |                  |
| C-2  | 三和NDB施設 (糸満市)                                                     |                  |
| C-3  | 那覇空軍・海軍補助施設のうち日本国政府が使用する部分(A表第66号)          | 空自 那覇基地    |
| C-4  | 那覇第2貯油施設 (与儀タンクファーム)                                     |                  |
| C-5  | 那覇ホイール地区                                                         | 陸自 那覇駐屯地  |
| C-6  | ホワイト・ビーチ地区のうち日本国政府が使用する部分(A表第48号)            | 海自 沖縄基地隊  |
| C-7  | 奥訓練場                                                                 |                  |
| C-8  | 瀬嵩第2訓練場                                                            |                  |
| C-9  | 本部採石所                                                               |                  |
| C-10 | 本部補助飛行場                                                           |                  |
| C-11 | 石川ビーチ                                                               |                  |
| C-12 | 渡嘉敷陸軍補助施設 (ホークミサイル)                                      |                  |
| C-13 | 羽地陸軍補助施設 (ホークミサイル)                                        |                  |
| C-14 | 嘉手納第4サイト (メース)                                                 |                  |
| C-15 | 大木サイト                                                               |                  |
| C-16 | 赤道サイト                                                               |                  |
| C-17 | 久場サイト                                                               |                  |
| C-18 | コザ憲兵隊支署                                                           |                  |
| C-19 | コザ憲兵隊詰所                                                           |                  |
| C-20 | 泡瀬防空待避所                                                           |                  |
| C-21 | 那覇憲兵隊詰所                                                           |                  |
| C-22 | 楚辺方向探知西サイト                                                     |                  |
| C-23 | 宮古島ロランA送信所                                                      |                  |
| C-24 | キャンプ・シュワブ訓練場のうち約104万3,100平方メートル(A表第9号)         |                  |
| C-25 | キャンプ・ハンセンのうち約39万600平方メートル(A表第11号)                 |                  |
| C-26 | キャンプ・ハンセン訓練場のうち約17万7,400平方メートル(A表第11号)         |                  |
| C-27 | 東恩納弾薬庫 (嘉手納弾薬庫地区) のうち約94万7,100平方メートル(A表第22号) |                  |
| C-28 | キャンプ・コートニーのうち約39万6,200平方メートル(A表第29号)             |                  |
| C-29 | キャンプ・シールズのうち約60万3,000平方メートル(A表第32号)               |                  |
| C-30 | キャンプ・へーグのうち約5万3,600平方メートル(A表第33号)                  |                  |
| C-31 | キャンプ久場崎 (久場崎学校地区)のうち約6万4,700平方メートル(A表第50号)   |                  |
| C-32 | 与座岳航空通信施設のうち約7万2,600平方メートル(A表第72号)                | 空自与座分屯基地 |
| C-33 | 久米島航空通信施設のうち約4万4,500平方メートル(A表第79号)                |                  |
| C-34 | 宮古島航空通信施設のうち約9万7,700平方メートル(A表第87号)                |                  |

## 沖縄と核兵器

### ナイキ・ハーキュリーズ
1959年、核・非核両用の高高度用迎撃ミサイルのナイキ・ハーキュリーズが米国内基地と同時期に沖縄に配備された。米国立公文書館の資料によると、沖縄のナイキ・プロジェクト (Nike Project) はボローや恩納など8カ所で展開されたことが記されている。

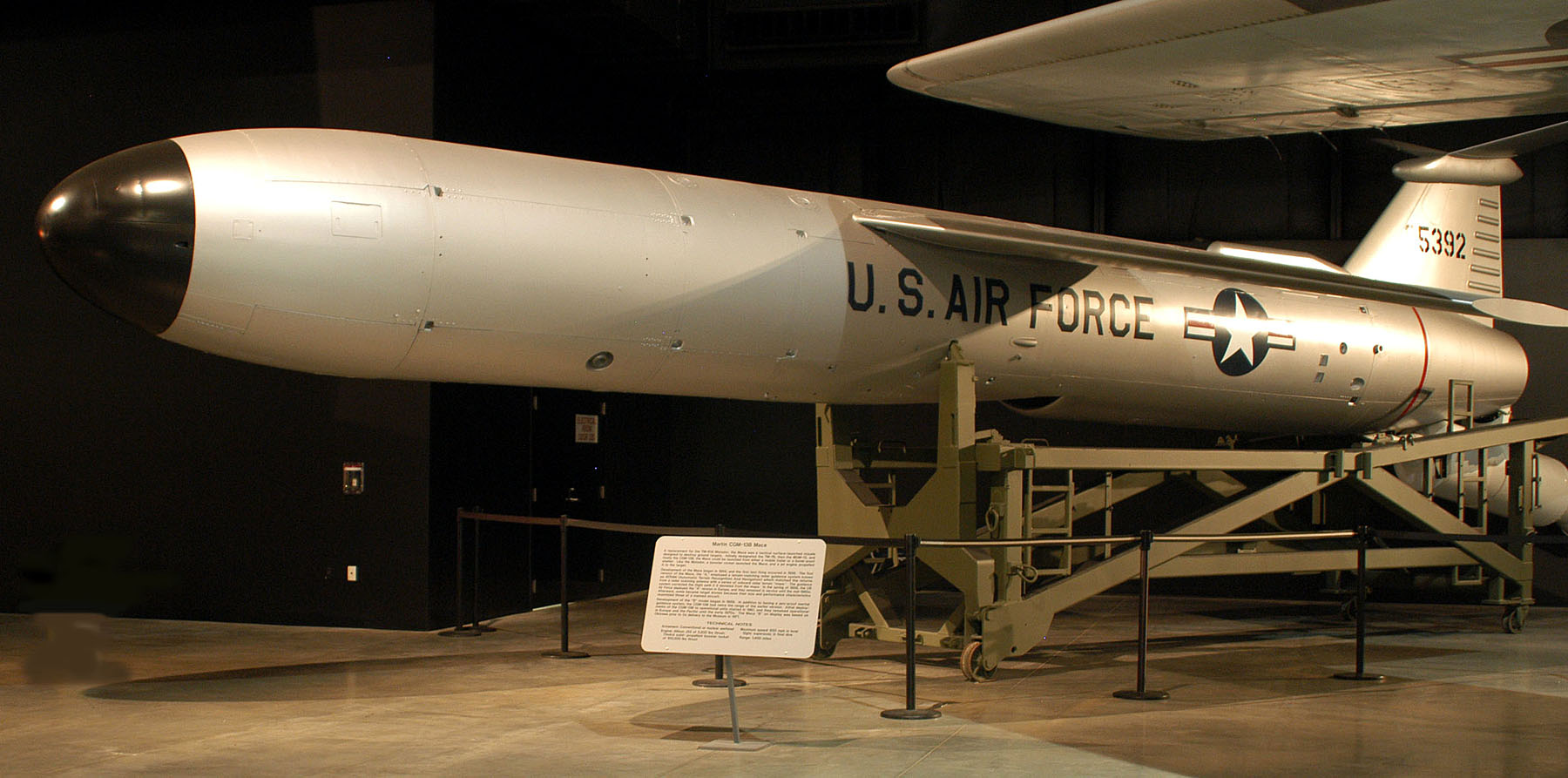
国立アメリカ空軍博物館に展示されているメースBは、1971年まで実際に沖縄に配備されていたもの。

|   |           | ナイキ配備                              | 備考                    |
| 1 | 第1サイト | ボロー・ポイント射撃場 (読谷)           | 返還                    |
| 2 | 第2サイト | 恩納ポイント (恩納サイト)               | 空自 恩納分屯基地に移管 |
| 3 | 第3サイト | 石川陸軍補助施設 (天願)                 | 返還                    |
| 4 | 第4サイト | 西原陸軍補助施設 (ホワイト・ビーチ地区) | 返還                    |
| 5 | 第5サイト | 普天間飛行場                            |                         |
| 6 | 第6サイト | 知念第二サイト                          | 空自 知念分屯基地に移管 |
| 7 | 第7サイト | 与座岳サイト                            | 陸自 南与座分屯地に移管 |
| 8 | 第8サイト | 那覇サイト                              | 空自 那覇基地に移管     |

### メースB

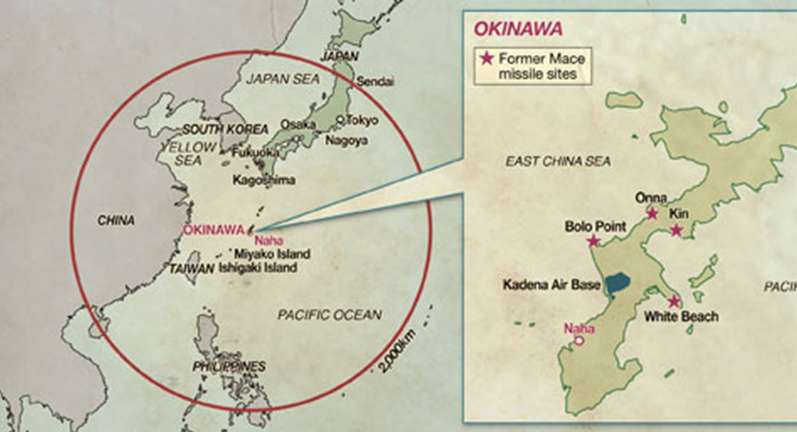
メースBが配備されていた沖縄の基地

1962年、最初の核弾頭(マーク28)を搭載した巡航ミサイル「メースB」の配備が始まる。嘉手納基地を拠点とする第5空軍第498戦術ミサイル群 (498th Tactical Missile Group) の管理下で、以下の四カ所での配備が行われた。
|   |                 | メース基地             | 備考       |        |
| 1 | 嘉手納第1サイト | ボロー・ポイント射撃場 | 読谷村     | 返還済 |
| 2 | 嘉手納第2サイト | ホワイト・ビーチ地区   | 現うるま市 | 返還済 |
| 3 | 嘉手納第3サイト | ギンバル訓練場         | 金武町     | 返還済 |
| 4 | 嘉手納第4サイト | 恩納サイト             | 恩納村     | 返還済 |

### ホーク・ミサイル
1961年8月、低高度用迎撃用のホーク・ミサイルが配備された。沖縄本島と渡嘉敷島など。
|        | ホーク・ミサイル                            | 備考                        |
| No. 9  | ボロー・ポイント射撃場 (読谷陸軍補助施設)   | 返還                        |
| No. 10 | 知花サイト                                  | 陸自 白川分屯地に移管       |
|        | 西原第二陸軍補助施設 (ホワイト・ビーチ地区) | 陸自 勝連分屯地に移管       |
| No. 12 | 多野岳サイト (羽地陸軍補助施設)             | 返還                        |
| No. 13 | 知念第一サイト                              | 陸自 知念分屯地 に移管      |
| No. 14 | 与座岳サイト                                | 陸自 南与座分屯地に移管     |
|        | 渡嘉敷陸軍補助施設 に2か所                  | 返還 国立沖縄青少年交流の家 |

同年11月には、オネスト・ジョンについでリトル・ジョンが配備された。

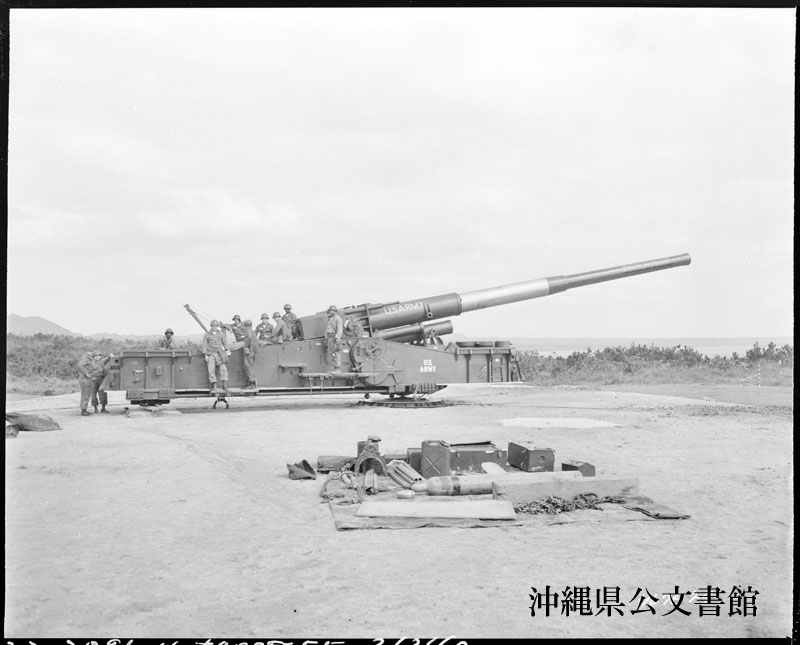
沖縄で280mm砲の発射準備をする第663野戦砲兵大隊 (1955年11月)

### アトミック・キャノン
米国国防総省によると、沖縄には1955年12月から1960年6月まで配備されていた。以下の基地でのアトミック・キャノンの写真がアメリカ公文書館の記録写真にある。
1. 普天間飛行場
2. キャンプ・ハーディー

1955年7月30日、東半球で最初のアトミック・キャノン6基が那覇港湾施設に荷下ろしされ、第663野戦砲兵大隊に送られたことが、米空軍第313航空師団歴史報告書に記されている。

### 核の密約
1969年11月19日、共同声明に関する合意議事録のなかで、当時のニクソン大統領は、核兵器の沖縄への「再持ち込み」と、「沖縄を通過させる権利」を必要とする事、ならびに「米国政府は、沖縄に現存する核兵器貯蔵地である嘉手納、那覇、辺野古、並びにナイキ・ハーキュリーズ基地を、何時でも使用できる状態に維持しておき、極めて重大な緊急事態が生じた時には活用できるよう」求めているのに対し、佐藤総理は「遅滞なく必要を満たす」と答えている。
| 「 | ニクソン大統領「われわれが共同声明で述べたとおりで、米国政府の意図は、実際に沖縄の施政権が日本に返還されるときまでに、沖縄からすべての核兵器を撤去することである。そして、それ以降は、共同声明で述べたとおり、日米安全保障条約と関連する諸取決めが沖縄に適用される。しかしながら、日本を含む極東諸国の防衛のため米国が負っている国際的義務を効果的に遂行するために、米国政府は、極めて重大な緊急事態が生じた際、日本政府との事前協議（A）を経て、核兵器の沖縄への再持ち込みと、沖縄を通過させる権利を必要とするであろう。米国政府は、その場合に好意的な回答を期待する （B）。米国政府は、沖縄に現存する核兵器貯蔵地である、嘉手納、那覇、辺野古、並びにナイキ・ハーキュリーズ基地を、何時でも使用できる状態に維持しておき、極めて重大な緊急事態が生じた時には活用できるよう求める。」 | 」 |
| —1969年11月21日発表のニクソン米合衆国大統領と佐藤日本国総理大臣との間の共同声明についての合意議事録（QABより） | |    |

| 「 | 日本国総理大臣「日本国政府は、大統領が述べた前記の極めて重大な緊急事態の際の米国政府の諸要件を理解して、かかる事前協議が行われた場合には、遅滞なくそれらの要件を満たすであろう。」 | 」 |
| —1969年11月21日発表のニクソン米合衆国大統領と佐藤日本国総理大臣との間の共同声明についての合意議事録（QABより） | |    |

### 核の事件と事故
- 1959年6月19日、那覇サイトで核弾頭を搭載したナイキ・ハーキュリーズが誤って発射され1人死亡。弾頭は回収された[36]。
- 1962年10月28日、キューバ危機後のメースの部隊に核攻撃命令が誤って出されたという米兵の証言が2015年に問題となった[37]。
- 1965年12月5日、USSタイコンデロガが喜界島の南東約150キロで水素爆弾(B43)1発を海中に転落させる[38]。
- 1966年、伊江島住民がナイキ核ミサイルの配備を阻止。
- 1968年11月19日、B-52米戦略爆撃機が知花弾薬庫(現在の嘉手納弾薬庫)核弾頭バンカー付近に墜落。

## 民間人収容所と住民
1945年、沖縄戦で4分の一の住民が命を奪われ、生き残った住民は米軍の民間人収容所に送られた。米軍は沖縄中部で基地建設を進めていたため、中南部の大半の住民は北部の収容所に送られた。収容者はピーク時で33万人を超え、飢餓やマラリヤなどで22か所の収容所で最低でも6,423人が死亡している。特に北部の収容所運営の状態は極めて劣悪なものであった。
1954年から1964年にかけ、在日米軍軍政下の沖縄で住民のボリビアへの移住が進められた。生活基盤を奪われた沖縄住民の約3,218名がこの期間にボリビアへ移住し、今日までに生存できた被強制移住者達は、その子孫を含めても806名に過ぎないことが判明している。

## 在沖米軍による主な事件・事故

### 主要な事件の年表
- 1945年 勝山殺人事件（英語版）
- 1950年8月 読谷村米軍機増槽落下事件: 読谷村で米軍機の補助燃料タンクが落下し住民1名死亡。
- 1991年10月 那覇市米軍機増槽落下事件: 住民6名死亡。
- 1955年9月4日 由美子ちゃん事件: 嘉手納村の通信基地付近の原野で当時6歳の幼女のレイプ惨殺遺体が発見された。
- 1955年9月10日  旧具志川村で当時9歳の幼女が拉致されレイプされる。
- 1955年10月25日、宜野座村原子砲発射事件: キャンプ・ハーディーで原子砲を発射し小学生がまきこまれる。
- 1959年6月19日 ナイキ・ハーキュリーズ核ミサイル誤射事件: 米軍那覇サイト（現在の那覇空港）でMIM-14が誤射。
- 1959年6月30日 宮森小学校米軍機墜落事故:  米空軍戦闘機が石川市の小学校に墜落、死者17人、重軽傷者210人。
- 1961年7月11日 旧久志村辺野古のバー店内で女性が刃物で刺殺。海兵隊員2人が犯行を自供。
- 1962年12月20日 嘉手納基地KB-50J型空中給油機墜落事件: 給油機は滑走路近くの民家に墜落し大破。
- 1965年6月11日 読谷村トレーラー落下事件: パラシュート投下訓練中にトレーラーが落下、小学生女児が死亡。
- 1968年11月19日 嘉手納飛行場B-52爆撃機炎上事故: B-52搭載の燃料及び爆弾に引火し、大爆発をひきおこした。
- 1966年5月19日 嘉手納KC-135空中給油機墜落事故: 沖縄市で道路に墜落、会社員1名と乗員10名が全員死亡。
- 1969年7月18日 レッドハット毒ガス事故: 知花弾薬庫内の「レッド・ハット・エリア」で毒ガス放出事故
- 1970年12月20日 コザ暴動: 午前1時半頃、米車両による交通事故に米憲兵が威嚇発砲、暴動へと発展した。
- 1973年4月12日 金武ブルービーチで演習中の戦車が女性を轢殺[42][43]。
- 1973年5月28日 コザ市で22歳女性が嘉手納基地兵舎内に拉致され兵士十名に強姦される事件が発生[44]。
- 1974年10月23日 名護市辺野古のカフェで女性経営者が強盗目的の米兵にブロックで殴られ死亡。
- 1995年9月4日 沖縄米兵少女暴行事件: 米兵3名による12歳女子小学生の集団レイプ事件。
- 1996年 米兵飲酒運転連続死亡事故: 1月に北谷町で母子3人が、2月に北中城村で、5月に石川市で。
- 2002年11月2日 沖縄米兵強制わいせつ未遂事件: 海兵隊少佐による強制わいせつ、器物損壊事件、強姦未遂事件。
- 2004年8月13日 沖国大米軍ヘリ墜落事件: 普天間のCH-53Dが沖縄国際大学に墜落し炎上。
- 2008年2月10日 米海兵隊員14歳沖縄少女強姦事件: 海兵隊員が14歳の少女を車内で強姦し逮捕されたが不起訴となった。
- 2012年10月16 ヒットアンドラン女性暴行事件: テキサスから移動中の米軍の兵士二人が、立ち寄った沖縄で暴行事件を起した[45]。
- 2013年8月5日 キャンプ・ハンセン山中に空軍救難ヘリが墜落、乗員4人全員死傷。救急車は敷地内への入場を拒まれた。
- 2016年3月13日 米海兵隊員観光客女性準強姦事件: シュワブ米兵、酔った観光客女性をホテルの部屋に連れ込み強姦。
- 2016年4月28日 うるま市女性殺害事件: 元海兵隊員米軍属がうるま市の20歳女性を殺害・遺棄した事件。
- 2019年4月13日 北谷女性殺害事件: 接近禁止令にもかかわらず外出許可をうけた海兵隊員が女性を殺害し自殺[46]。

米兵による性犯罪は沖縄戦の当時から多くが泣き寝入りを強いられ、訴えても日米地位協定に守られた米兵が日本の法律で裁かれることはできなかった。記録で残されているところでは、暴行被害者の最年少は生後9か月の女児とされる。沖縄戦と戦後から農作業中やその帰路に米兵に襲われて暴行される事件が頻発し、1950年代には住居侵入による暴行犯罪が増加した。